# Karenis
Karenis là một đô thị thuộc tỉnh Kotayk, Armenia. Dân số ước tính năm 2011 là 883 người.